# クロロペンタフルオロエタン
クロロペンタフルオロエタン(Chloropentafluoroethane)は、かつて冷媒として用いられたフロン類である。フロン115という名称で知られていた。
しかし、オゾン層を破壊する懸念があったため、その生産と消費は、1996年1月1日以降、モントリオール議定書で禁止された。